# Ancylodactylus koehleri
Ancylodactylus koehleri — вид геконоподібних ящірок родини геконових (Gekkonidae). Мешкає в Центральній Африці.

## Поширення і екологія
Ancylodactylus koehleri мешкають на заході Камеруну, в Екваторіальній Гвінеї, а також в сусідніх районах на крайньому південному сході Нігерії і на півночі Габону. Вони живуть у вологих рівнинних і гірських тропічних лісах. Зустрічаються на висоті від 560 до 1500 м над рівнем моря.